# Pseudotolithus epipercus
Pseudotolithus epipercus es una especie de pez de la familia Sciaenidae en el orden de los Perciformes.

## Morfología
• Los machos pueden llegar alcanzar los 60 cm de longitud total.

## Hábitat
Es un pez de clima tropical (12°N-17°S) y demersal que vive entre 0-160 m de profundidad.

## Distribución geográfica
Se encuentra en el  Atlántico oriental: desde Guinea-Bissau hasta el sur de Angola.

## Observaciones
Es inofensivo para los humanos.